# District de Changuinola
Le district de Changuinola est situé dans la province de Bocas del Toro, au Panama. C'est la ville la plus importante de la province, puisqu'on y trouve les activités bananières, qui représentent 50 à 60 % des sources de travail de la province.

## Histoire
Le 17 avril 1970, le district de Changuinola a été créé et avec cela Changuinola a 51 ans depuis sa fondation.

## Géographie
Le district de Changuinola a une extension territoriale de 4 016,0 km2.
Le río Changuinola borde la municipalité et constitue l'affluent le plus important. Dans les basses terres, le climat est essentiellement tropical pluvieux, avec des précipitations intenses, en particulier pendant les mois de novembre à février ; tandis que dans les hautes terres, les températures les plus froides sont enregistrées pendant les mois de la saison sèche. Le sol a ses particularités, étant donné qu'avant l'arrivée des plantations de bananes, une grande partie de Changuinola était marécageuse. En effet, on y trouve des sols alluviaux, dus à la sédimentation provoquée par les rivières dans le passé. En ce qui concerne l'aspect édaphique, on trouve les classes II, III, et les sols à vocation pastorale et forestière (VI à VIII) dont les températures oscillent entre 24° et 31°. Les températures sur les sommets de la chaîne de montagnes centrales peuvent descendre jusqu'à 0° C,
De l'ère cénozoïque, on trouve des périodes quaternaires et tertiaires dans les trois districts, du tertiaire supérieur et inférieur à Chiriqui Grande et du tertiaire inférieur à Changuinola. Quant à l'ère mésozoïque, le crétacé n'existe que dans le district de Changuinola. Roches ignées : De l'ère cénozoïque, les périodes tertiaire indifférenciée et intrusive inférieure supérieure sont situées dans toute la province et l'intrusive inférieure à Changuinola et Bocas del Toro.
Au sud du district, à la frontière avec Chiriqui, se trouve la chaîne de montagnes centrales, qui présente trois points qui dépassent les 3 000 m : Cerro Fabrega 3 335 m, Cerro Itamut (3 279 m) et Cerro Echandi (3 162 m). Bien que le volcan Barú soit le plus haut sommet du Panama, ce n'est que dans ces collines que l'on trouve les landes du Panama.

## Division politique
Le district se compose de dix-huit corregimientos
- Barriada 4 de Abril
- Barranco Adentro
- Changuinola
- Cochigro
- El Empalme
- El Silencio
- Finca 4
- Finca 6
- Finca 12
- Finca 30
- Finca 51
- Finca 60
- Finca 66
- Guabito
- La Gloria
- La Mesa
- Las Delicias
- Las Tablas

## Crédit d'auteurs
- (es) Cet article est partiellement ou en totalité issu de l’article de Wikipédia en espagnol intitulé « Distrito de Changuinola » (voir la liste des auteurs).